# Piotr Skowron (informatyk)
Piotr Skowron (ur. 24 września 1985 w Ostrowcu Świętokrzyskim) – polski informatyk, doktor habilitowany nauk ścisłych, adiunkt Uniwersytetu Warszawskiego, specjalności naukowe: informatyka teoretyczna, teoria wyboru społecznego, sztuczna inteligencja.

## Życiorys
W 2009 obronił licencjat z matematyki i magisterium z informatyki na Uniwersytecie Warszawskim. W 2015 doktoryzował się na podstawie pracy „Resource Allocation in Selfish and Cooperative Distributed Systems”. Za swoją pracę doktorską otrzymał wyróżnienie w międzynarodowym konkursie na najlepszą pracę doktorską z dziedziny systemów wieloagentowych, Victor Lesser Distinguished Dissertation Award. W 2022 na podstawie dorobku naukowego uzyskał stopień doktora habilitowanego w dziedzinie nauk ścisłych i przyrodniczych w dyscyplinie informatyka.
Odbywał staże postdoktorskie na Uniwersytecie Oksfordzkim (2016) i Uniwersytecie Technicznym w Berlinie (2017). W 2018 został adiunktem na Uniwersytecie Warszawskim.
W 2020 roku został laureatem nagrody IJCAI Computers and Thought Award (głównej międzynarodowej nagrody ze sztucznej inteligencji, przyznawanej naukowcom do 35 roku życia) za „wkład do obliczeniowej teorii wyboru społecznego i teorii wyborów komitetów”. W roku 2023 otrzymał nagrodę naukową tygodnika „Polityka” w kategorii nauk ścisłych.